# Plaatgrafcultuur
De Plaatgrafcultuur (Engels: Slab Grave Culture, Russisch: Культура плиточных могил, Koeltoera plitotsjnych mogil) is een archeologische cultuur van Mongolië uit de late bronstijd en de vroege ijzertijd (rond 1.300 tot 300 v.Chr.).
De naam van de cultuur is afgeleid van de kenmerkende graven met rechthoekige omheiningen van verticaal geplaatste platen gneis of graniet. Gevonden werden nederzettingen, begraafplaatsen, cultplaatsen, rotstekeningen, hertenstenen enz.
De Plaatgrafcultuur was de meest oostelijke van de grote steppeculturen van Zuid-Siberië. Aangenomen kan worden dat de economische structuur niet veel verschilde van de levensstijl van nomadische Mongolen.
Het centrum van de verspreiding was Mongolië, Zuid-Siberië en Binnen-Mongolië. Monumenten zijn te vinden in Mongolië, ten zuiden van het Baikalmeer en in Transbaikal van het Sajan-gebergte tot Mantsjoerije, het Kleine Hinggangebergte, het Weichan-plateau en het noordwesten van China (Xinjiang).

## Archeologie

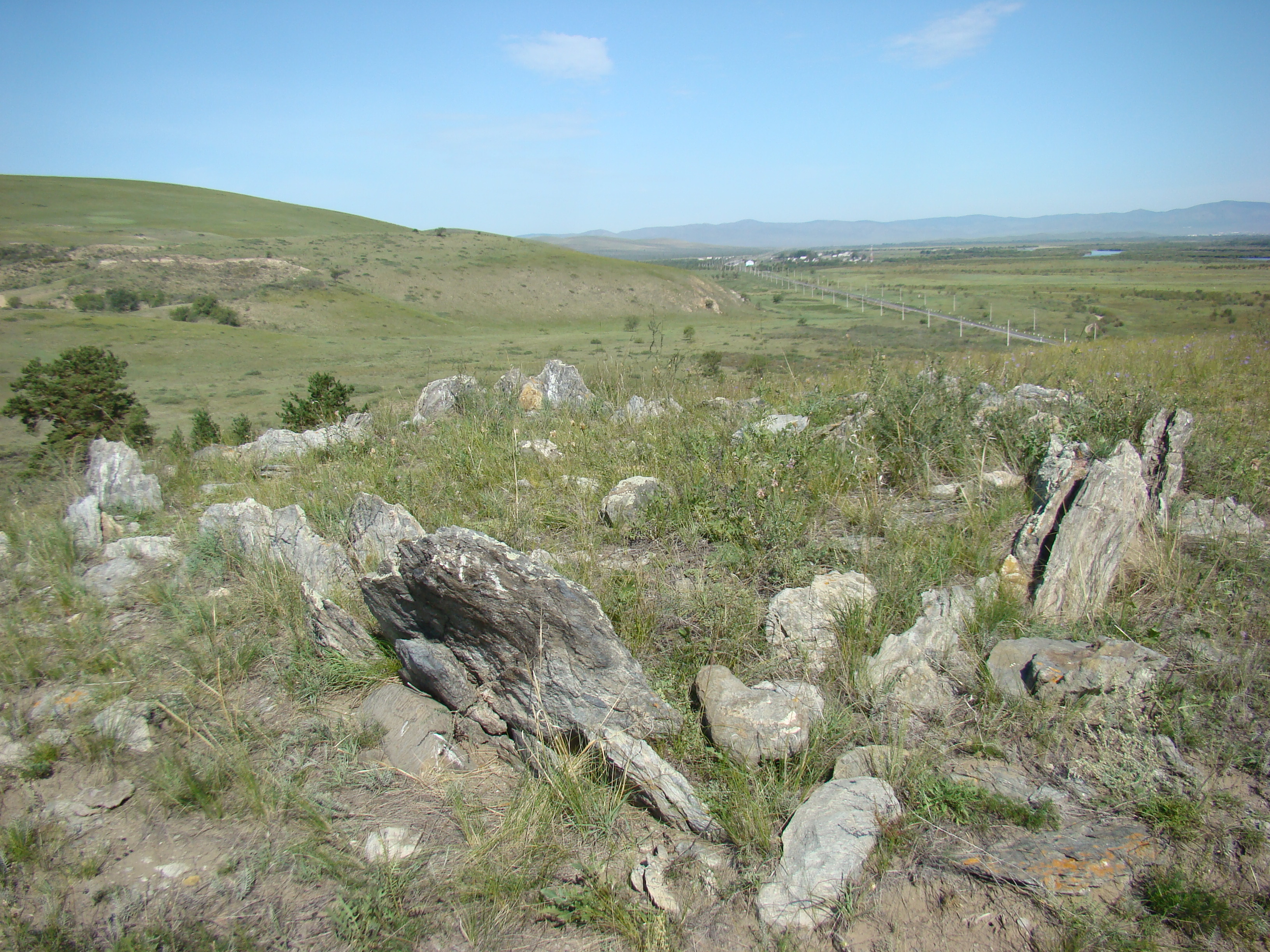
plaatgraf bij Baga-Zarja, Boerjatië

De plaatgraven zijn zowel individueel als in groepjes van maximaal acht omheiningen te vinden. Grote begraafplaatsen met tot 350 omheiningen bezitten een duidelijke indeling. In het okroeg Aga-Boerjatië werden meer dan drieduizend individuele plaatgraven gevonden. De meeste bevatten begrafenissen, maar ook cenotaven werden gevonden.
De omheiningen zijn van 1,5 m tot 6-9 m groot, met een hoogte van de stenen van 0,5 m tot 3 m. Aan de binnenkant bevindt zich een talud. Hieronder liggen vloerplaten, vaak van grote afmetingen. De diepte van de grafkuilen is van 0,6 m tot 2,5-3 m. Bij diepe graven werden de zijplaten overlappend in meerdere rijen aangebracht. Soms werden hertenstenen in de omheiningen geplaatst, met afbeeldingen van herten, minder vaak paarden, zonnetekens en wapens.
Het rituele complex op de Lami-berg in het district Nertsjinsk van de kraj Transbaikal bestaat uit een plaatgraf van ongeveer 30 meter lang, door dwarsplaten in vier secties verdeeld. Het ongeplunderde graf werd afgedekt door meerdere platen van rond een halve ton. Onder de platen bevond zich een begrafenisaltaar, waar de schedels van paarden, koeien en schapen werden gevonden. Hieronder waren vijf grafkamers voor mensen. De graven liggen georiënteerd langs de west-oostas. De doden werden op hun rug gelegd met hun hoofden naar het oosten. In oostelijk Transbaikal is het antropologische type overwegend Oost-Aziatisch.
De meeste graven werden al in de oudheid geplunderd. De gevonden kleding en schoenen zijn meer verfijnd dan alledaagse kleding. Er zijn verschillende sieraden van brons, bot en steen: plaques, knopen, kralen, hangers, spiegels en kaurischelpen. Grafgiften zijn zeldzaam: naalden en naaldhouders, messen en bijlen. Minder vaak worden wapens gevonden: pijlpunten, dolken, boogeindplaten. In sommige graven werden paardentuig en zweephandgrepen gevonden. Er zijn artefacten gemaakt van brons, minder vaak van ijzer en edele metalen.
Het aardewerk is van een komvormig type, met kleine ronde bodem, soms tripods. De ornamentering bestaat uit verschillende stempels, roldecoraties en putjes. De kunst maakte deel uit van de Scythisch-Siberische dierenstijl, met weergaves van huisdieren en wilde dieren, het leven van de mensen en hun belangrijkste activiteiten. De kunst heeft veel overeenkomsten met de culturen van Zuid-Siberië: Karasoek-, Tagarcultuur en anderen.